# 소녀종말여행

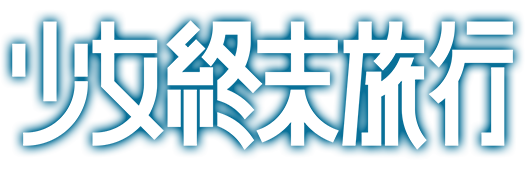

소녀종말여행(일본어: 少女終末旅行, Girls' Last Tour)은 츠쿠미즈 작화의 일본 만화 시리즈이다. 신초샤의 구라게 분치 만화 웹사이트를 통해 2014년 2월부터 2018년 1월까지 매월 연재되었으며 단행본 6권으로 수집되었다. 이 만화의 영어판은 북아메리카에서 옌 프레스를 통해 라이선스되고 있다.
총 12화의 일본의 애니메이션 텔레비전 각색판은 WHITE FOX가 제작했으며 2017년 10월부터 12월까지 일본에서 상영되었고 이 만화의 처음 4권의 내용을 다루고 있다.
2019년, 소녀종말여행은 베스트코믹 부문에서 제50회 세이운상을 수상했다.